# Soiuz 39
Soiuz 39 va ser un vol espacial tripulat de la Unió Soviètica en 1981 a l'estació espacial Saliut 6. Va ser la quinzena expedició, i va transportar la vuitena tripulació internacional a l'estructura orbitadora. La tripulació va visitar Vladímir Kovaliónok and Víktor Savinikh, que van arribar a la Saliut-6 deu dies abans.
El vol va transportar Vladímir Djanibékov i Jügderdemidiin Gürragchaa a l'espai. Amb aquesta missió, Gürragchaa va ser el primer mongol a l'espai, com també el segon cosmonauta asiàtic.
La contribució mongola per aquesta missió va començar en 1967, quan el president de l'Acadèmia Mongola de les Ciències Bazaryn Shirendev va assistir a una conferència de científics dels països socialistes a Moscou, on es va anunciar el projecte Interkosmos. Djanibékov i Gürragchaa van realitzar trenta experiments durant el transcurs de la missió.

## Tripulació
| Posició                   | Tripulació                                             | Tripulació                                             |
| ------------------------- | ------------------------------------------------------ | ------------------------------------------------------ |
| Comandant                 | Vladímir Djanibékov Segon vol espacial Unió Soviètica  | Vladímir Djanibékov Segon vol espacial Unió Soviètica  |
| Cosmonauta d'investigació | Jügderdemidiin Gürragchaa Primer vol espacial Mongòlia | Jügderdemidiin Gürragchaa Primer vol espacial Mongòlia |

### Tripulació de reserva
| Posició                   | Tripulació                      | Tripulació                      |
| ------------------------- | ------------------------------- | ------------------------------- |
| Comandant                 | Vladímir Liàkhov Unió Soviètica | Vladímir Liàkhov Unió Soviètica |
| Cosmonauta d'investigació | Maidarzhavyn Ganzorig Mongòlia  | Maidarzhavyn Ganzorig Mongòlia  |

## Paràmetres de la missió
- Massa: 6800 kg
- Perigeu: 197,5 km
- Apogeu: 282,8 km
- Inclinació: 51,6°
- Període: 89,01 minuts